# Anacampseros subnuda
Anacampseros subnuda är en tvåhjärtbladig växtart. Anacampseros subnuda ingår i släktet Anacampseros och familjen Anacampserotaceae.

## Underarter
Arten delas in i följande underarter:
- A. s. lubbersii
- A. s. subnuda

## Bildgalleri

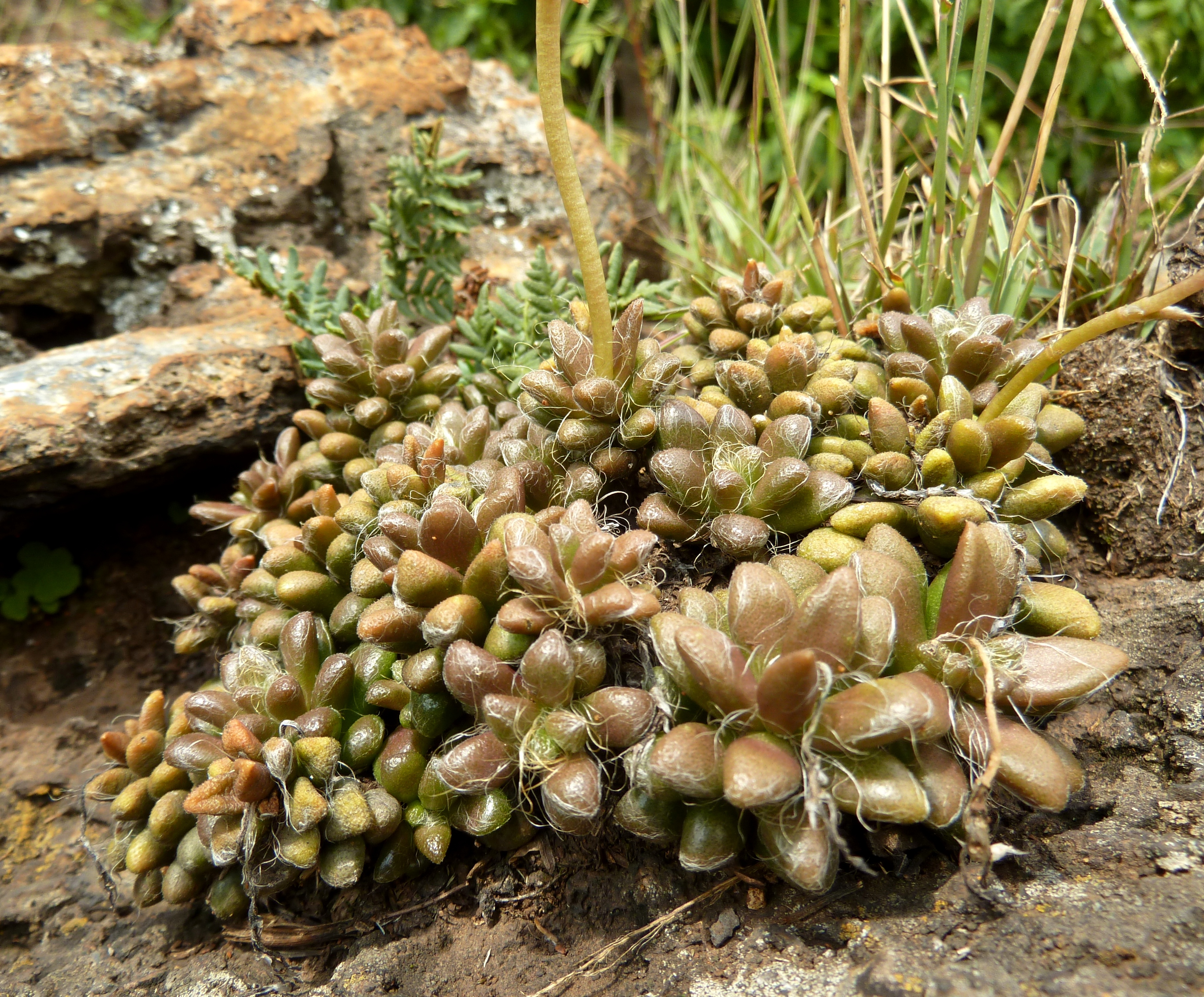
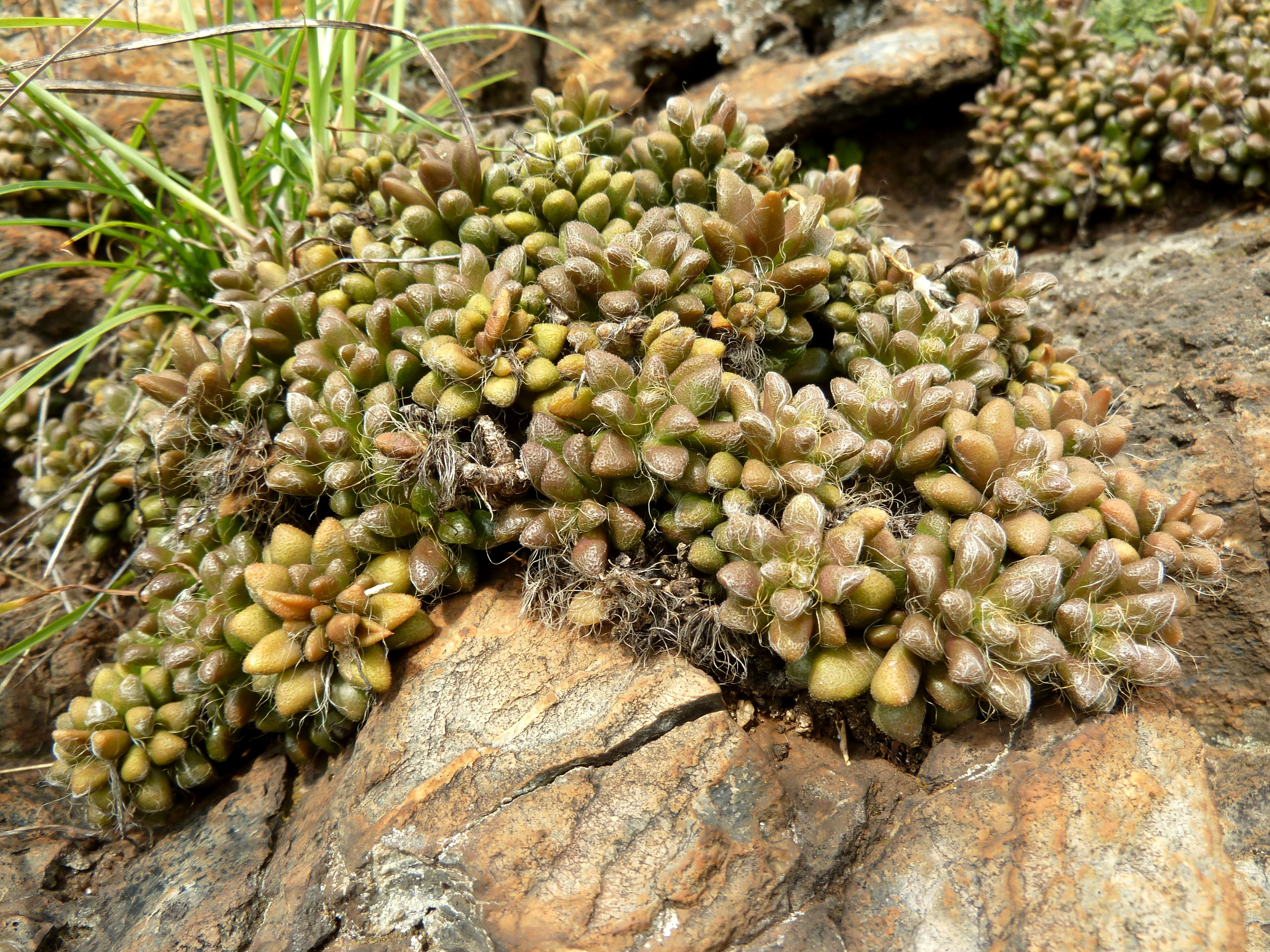